# محمد بن یحیی سیبک
محمد بن یحیی فتاحی، سیبک نیشابوری، از شاعران معروف قرن نهم هجری، وفات: ۸۵۳ هـ. ق بود. سیبک گاه به تُفّاحی (تفاح: مرادف عربی «سیب») و گاه به فتاحی (فتّاح: احتمالاً، مقلوب تفاح) تخلص می‌کرد و تخلص‌های دیگری چون «اسراری» و «خماری» را نیز بر او نوشته‌اند. آثار وی عبارت‌اند از: «دیوان اشعار»، «ده نامه»؛ و مثنوی‌های «شبستان خیال»، «حسن و دل» و «مثنوی دستور عشاق»، «گلستان لغات» «تعبیرنامه»، «روضه بوستان»، «خمریات»، «رساله البسه»، «اسرار نامه» یا «اسراری و خماری».
«حُسن و دل» یا «دستور عشاق» یا «قصهٔ شاهزاده حُسن و شاهزاده دل» اثر منظوم  محمد بن سیبک نیشابوری  است. حسن و دل که در سال ۸۴۰ ق. به اتمام رسید، داستانی رمزی است که ماجرای عشق «شاهزاده دل»، «فرزند عقل» را به «شاهزاده حُسن»، «فرزند عشق» نشان می‌دهد که سر انجام، دل پس از طی مصائب گوناگون به وصال حسن می‌رسد. سیبک نیشابوری، همچنین از  منظومهٔ «حسن و دل»، خلاصه‌ای به نثر مسجع فراهم کرده بود که از نمونه عالی عصر تیموری به شمار می‌رود. این خلاصه تا کنون چندین بار به زبان‌های مختلف چون ترکی، اردو، انگلیسی، فرانسه و آلمانی ترجمه شده است.